# Селевк Боспорски
Вижте пояснителната страница за други личности с името Селевк.
Селевк I Боспорски (на старогръцки: Σέλευκος, † 429 пр.н.е. или 393 пр.н.е.) от тракийската династия Спартокиди е цар на Боспорското царство на полуостров Крим през 433 – 393 пр.н.е. (или 433/432 – 429/428 пр.н.е.). Споменава се от Диодор Сицилийски.

## Произход и управление
Той е син на Спарток I (438 – 433 пр.н.е.), основателят на династията Спартокиди.
Селевк е съвладетел с брат си Сатир I († 389 пр.н.е. или 387 пр.н.е.). Селевк е чичо на Левкон I († 349 пр.н.е.).